# Ouratea maguirei
Ouratea maguirei är en tvåhjärtbladig växtart som beskrevs av Claude Henri Léon Sastre. Ouratea maguirei ingår i släktet Ouratea och familjen Ochnaceae. Inga underarter finns listade i Catalogue of Life.